# Boris (Voskobojnikov)
Svatý Boris (světským jménem: Semjon Timofejevič Voskobojnikov; 1. září 1875, Alexandrovka – 6. prosince 1937, Lisja balka) byl ruský duchovní Ruské pravoslavné církve, biskup ivanovský a mučedník.

## Život
Narodil se 1. září 1875 ve vesnici Alexandrovka Voroněžské gubernie.
Roku 1897 dokončil Voroněžský duchovní seminář a 7. března 1898 byl rukopoložen na diákona. Sloužil v chrámu svatého Lukáše ve vesnici Nižňaja Gniluša a poté v chrámu Proměnění Páně osady Urazovaja. Roku 1903 byl rukopoložen na jerej a ustanoven představeným chrámu Zjevení Páně ve vesnici Novorožděstvenskoje.
Dne 11. října 1907 začal studovat na Petrohradské duchovní akademii, kde roku 1911 získal titul kandidát bohosloví. Stal se učitelem katechismu Alexandrovské dívčí školy a Nikolajevské obchodní školy v Petrohradu.
Měl dva syny. Leonid pracoval ve výzkumném ústavu v Petrohradu a Tichon žil ve francouzském městě Bordeaux, kam emigroval s oddíly kolčakovy armády.
V polovině roku 1930 mu byla udělena kněžská mitra a stal se představeným katedrálního chrámu v Ivanovu.
V březnu 1936 byl postřižen na monacha se jménem Boris.
Dne 7. března 1936 proběhla jeho biskupská chirotonie na biskupa kiněšemského a vikáře kostromské eparchie.
Od 31. března 1936 dočasně spravoval ivanovskou eparchii a 1. července byl jmenován jejím eparchiálním biskupem.
Na podzim roku 1937 byl zatčen. Byl obviněn z protisovětských aktivit a kontrarevoluční činnosti. Dne 9. srpna 1937 byl na zvláštním zasedání NKVD odsouzen k pěti letům vyhnanství v Kazachstánu. Než dorazil na místo pobytu byl znovu zatčen a odsouzen k trestu smrti zastřelením. Rozsudek byl vykonán 6. prosince 1937 na místě zvaném Lisja balka, dnes v Šymkentu.

## Kanonizace
Dne 20. srpna 2000 ho Ruská pravoslavná církev svatořečila jako mučedníka a byl zařazen mezi [[Sbor všech novomučedníků a vyznavačů ruských]].
Jeho svátek je připomínán 6. prosince.